# Meginhard I. (Bischof)
Meginhard war von 1018 bis 1034 Bischof von Würzburg.
Meginhard trat weder reichspolitisch noch regional besonders in Erscheinung. Im Nachklang der Gründung des Bistums Bamberg erhielt Meginhard noch etliche Nachbesserungen und Bestätigungen von Rechten, die auch die Gleichrangigkeit der Bistümer gewährleisten sollten. Er war beschäftigt mit Streitigkeiten zwischen dem Bischof von Mainz Aribo und dem Papst bezüglich von Eheangelegenheiten der Gräfin Irmgard von Hammerstein und dem Gandersheimer Kirchenstreit. Er nahm 1027 an der Synode von Frankfurt teil.
Unter Bischof Meginhard wurde die romanische Klosterkirche der Abtei Münsterschwarzach geweiht.